# Річія кучкоплода
Річія кучкоплода (Riccia sorocarpa) — вид печіночників родини річієвих (Ricciaceae).

## Характеристики
Це однорічний вид, який росте переважно повними розетками діаметром від 0,5 до 2 сантиметрів. Таломи від синьо-зеленого до зеленого. Частки талому дихотомічно розгалужені 2–3 рази і в поперечному розрізі в 2–3 рази більші за висоту. Характерною ознакою є глибока, чітко вирізана V-подібна борозна на верхній стороні. Епідерміс складається з двох рядів клітин. Нижній ряд має значно потовщені клітинні стінки, завдяки чому вид легко відрізнити від інших видів Riccia. Вид однодомний. Утворюються численні капсули, занурені в таллом і з верхнього боку темніють. Спори вивільняються лише тоді, коли навколишня тканина розпадається. Вони темно-коричневого кольору діаметром від 75 до 100 мкм. Вид плодоносить цілий рік, але переважно з осені до початку літа.

## Поширення
Зареєстрований у Європі, Африці, Азії, Австралії, Північній Америці, Південній Америці.
Вид належить до легких рослин, тому витримує лише обмежене затінення. Це вид-піонер на відкритих, вологих або довго сухих ґрунтах. Особливо часто зустрічається на полях і полях. Він також зустрічається на узбіччях доріг, рудеральних територіях, а місцями також на нерівних сухих луках. Крім того, вони зосереджені на передгірських помірних місцях із субатлантичним і субконтинентальним кліматом.